# Анастас Христов
Вижте пояснителната страница за други личности с името Атанас Христов.
Анастас (Атанас) Христов Хаджиангелов е български юрист, общественик и просветен деец от Македония.

## Биография
Роден е в 1876 година в Прилеп, тогава в Османската империя в родолюбиво семейство. Дядо му Ангел Хаджиилиев е изтъкнат български общественик и дарител, а прадядо му хаджи Илия е участник в 50-те и 60-те години на ХIХ век в борбите за българска църковна независимост и в уреждането на просветното дело, както и като един от създателите на българското класно училище в Прилеп. Анастас Христов завършва право в Лозанския университет в 1899 година. Според някои сведения, учителства в Битолската мъжка класическа гимназия в периода от 1896 до 1897 година. След това е секретар на Солунската българска община в 1901 – 1902 година. В учебната 1902/1903 година е директор на Прилепското българско мъжко класно училище.
Арестуван е след Илинденско-Преображенското въстание, като „българин, православен, бивш директор на българското училище“. Обвинен е в „подготвяне на необходимите работи за българския комитет и ръководене на неговите активности“ и е осъден от Извънредния съд на 4 години каторга. Лежи в Битолския затвор и е амнистиран с общата амнистия от 12 април 1904 година.
След Младотурската революция в 1908 година работи като адвокат в Солун. Член е на Съюза на българските конституционни клубове. В 1909 година на Втория конгрес на Съюза е избран за председател на Бюрото на конгреса и за член на Централното бюро на организацията. Кандидат е от Битолско в изборите за Османски парламент в 1908 и в 1912 година.
Делегат е от Солун на Първия общ събор на Българската матица в Солун от 20 до 22 април 1910 година.
Сътрудник е на „Списание на Юридическото дружество въ София“ (1905) и е автор на реферат „Аграрниятъ въпросъ въ Македония и Одринско“, издаден в отделна брошура (Солун, 1909).
Умира след тежко боледуване на 36 години на 6 март 1913 година в Цариград.